# Studio Apartment
스튜디오 아파트먼트(영어: Studio Apartment, 일본어: スタジオ･アパートメント)는 일본의 2인조 전자 음악 그룹이다.